# دنیس کوژانوف
دنیس کوژانوف (اوکراینی: Денис Станіславович Кожанов؛ زادهٔ ۱۳ ژوئن ۱۹۸۷) بازیکن فوتبال اهل اوکراین است.
از باشگاه‌هایی که در آن بازی کرده‌است می‌توان به باشگاه فوتبال شاختار دونتسک، باشگاه فوتبال ماریوپول، و باشگاه فوتبال کارپاتی لویو اشاره کرد.
وی همچنین در تیم ملی فوتبال اوکراین بازی کرده‌است.